# Exeter (Nebraska)
Exeter è un comune degli Stati Uniti d'America, situato nello Stato del Nebraska, nella contea di Fillmore.